# Xabier Usabiaga
Xabier Usabiaga Oiartzabal (Asteasu, Guipúzcoa, 27 de febrero de 1969) es un exciclista español. Actualmente presenta la edición del mediodía de Gaur Egun, el informativo de ETB1, ejerciendo asimismo como comentarista en diversas carreras ciclistas emitidas por esa misma cadena. Usabiaga es conocido por la riqueza de vocalubario que tiene del euskera.

## Biografía
Su relación con el ciclismo empezó en su infancia, al ser vecino de un ciclista de ciclocrós, a quien en ocasiones limpiaba la bicicleta. Con trece años, animado por un amigo que le dijo que habían abierto una escuela de ciclismo en Billabona (la Sociedad Irrintzi), se apuntó al ciclismo, tomando parte en algunas carreras y conquistando sus primeros triunfos. Usabiaga permaneció en la escuela ciclista de Billabona hasta cumplir dieciocho años (final de juveniles). Su ídolo ciclista de la adolescencia fue el estadounidense Greg Lemond.
Usabiaga fue ciclista amateur durante cuatro años (entre 18 y 22 años) en el equipo Kaiku de Hernani. Le animaron en seguir este camino sus directores, que veían en él un joven prometedor, por lo que con dieciocho años decidió dejar a un lado los estudios para intentar dar el salto a profesionales.
Debutó como profesional en 1992 en el equipo CLAS-Cajastur. Allí permaneció dos temporadas, siendo invitado por primera vez por Euskadi Irratia (radio pública vasca en euskera).
Usabiaga fichó por el debutante equipo Euskadi para 1994. Sin embargo, le diagnosticaron un problema cardiaco y tuvo que dejar el ciclismo. Curiosamente, antes de retirarse disputó su primera y única carrera de ciclocrós.
Ya retirado, ese mismo año colaboró como comentarista de la Cadena SER en la retransmisión de la Vuelta al País Vasco. Al finalizar la ronda vasca, recibió tres propuestas de trabajo para la Vuelta a España, decantándose por la oferta de Euskadi Irratia por ser en euskera, idioma en el que confiesa expresarse mejor. Sin embargo, durante varios años no se planteó que pudiera ganarse la vida comentando carreras y dando cuenta del ciclismo aficionado. Tras retirarse, logró el título de entrenador nacional de ciclismo.
Fue ampliando su participación en EiTB (radiotelevisión pública vasca), sumando a su trabajo en Euskadi Irratia su irrupción en la televisión como presentador del informativo Gaur Egun (antes como presentador de la sección de deportes y actualmente como presentador general); también hace de comentarista en carreras ciclistas, todo ello en ETB1 (en euskera). También escribe un blog, en este caso en castellano.
Además, colabora con la organización de las pruebas del Ciclocross de Asteasu (de categoría UCI) y Aiztondo Klasikoa (de la Copa de España).

## Resultados en Grandes Vueltas y Campeonato del Mundo
Durante su carrera deportiva ha conseguido los siguientes puestos en las Grandes Vueltas y en los Campeonatos del Mundo en carretera:
| Carrera         | 1992 | 1993 | 1994 |
| --------------- | ---- | ---- | ---- |
| Giro de Italia  | -    | -    | -    |
| Tour de Francia | -    | -    | -    |
| Vuelta a España | -    | -    | -    |
| Mundial en Ruta | -    | -    | -    |

-: No participa

Ab.: Abandono

## Equipos
- CLAS-Cajastur (1992-1993)
- Euskadi (1994)

## Premios
- XX Premio de Periodismo Rikardo Arregi (2008)[3]